# Corpus dionysianum
Il Corpus dionysianum (o areopagiticum o ancora dionysiacum) è un corpus di testi teologici in greco antico, i cui autori e la data di realizzazione sono incerti. Il corpus fu tradotto in latino nel IX secolo da Giovanni Scoto Eriugena.
È composto dal De coelesti hierarchia, dal De ecclesiastica hierarchia, dal De divinis nominibus, dal De mystica theologia e da dieci lettere, anche se molto probabilmente il complesso originale era molto più ampio di quello riscoperto nel tardo Medioevo e che è giunto fino ai giorni nostri.
Le opere vengono attribuite ad uno pseudo-Dionigi l'Areopagita, noto per le teorie estetiche di "consonantia et claritas" che informarono l'arte medievale, e fortemente influenzato dal neoplatonismo. 

## Complesso
Il Corpus è composto da:
- I nomi divini (titolo originale: Περὶ θείων ὀνομάτων; conosciuto in Occidente con il titolo latino De divinis nominibus);
- La gerarchia celeste (Περὶ τῆς οὐρανίου ἱεραρχίας; conosciuto in Occidente con il titolo latino De coelesti hierarchia);
- La gerarchia ecclesiastica (Περὶ τῆς ἐκκλησιαστικῆς ἱεραρχίας, conosciuto in Occidente con il titolo latino De ecclesiastica hierarchia);
- La Teologia mistica (Περὶ μυστικῆς θεολογίας; conosciuto in Occidente con il titolo latino De mystica theologia), «un'opera breve ma incisiva che tratta della teologia negativa o apofatica e in cui la teologia diventa esplicitamente "mistica" per la prima volta nella storia»;[3]
- Dieci epistole.

Altre sette opere sono menzionate più volte dallo pseudo-Dionigi nelle sue opere superstiti, e si presume che siano perse o che siano opere fittizie menzionate dall'Areopagita come un espediente letterario per dare l'impressione ai suoi lettori del sesto secolo di avere a che fare con i frammenti superstiti di un corpus di scritti molto più grande risalente al primo secolo. I titoli di queste opere sono:
- Schizzi teologici (Θεολογικαὶ ὑποτυπώσεις),
- Teologia simbolica (Συμβολικὴ θεολογία),
- Sulle proprietà e gli ordini angelici (Περὶ ἀγγελικῶν ἰδιοτήτων καὶ τάξεων),
- Sul giusto e divino giudizio (Περὶ δικαίου καὶ θείου δικαστηρίου),
- Sull'anima (Περὶ ψυχῆς),
- Sulle realtà intellegibili e sensibili (Περì τῶν νοητῶν καὶ αἰσθητῶν),
- Sugli inni divini (Περì τῶν θείων ὕμνων).

## La teologia delCorpus Dionysianum
Nel Corpus Dyonisianum viene analizzata la dimensione dello Spirito, che risulta collegato al corpo per il tramite dell'anima.
In accordo con il platonismo, l'anima è il punto di unione fra l'intelligibile e il principio materiale, il sensibile. L'intelligibile sono le idee-essenze che danno forma al corpo e al carattere di ogni persona, e sono parte di Dio che è tutte le idee. Se l'anima è creata in loro analogia  (come affermerà anche Tommaso d'Aquino), e le idee di cui è fatta sono una copia diversa dall'originale che è Dio, tuttavia l'anima è un ponte fra la materialità del corpo e l'originale di queste idee.
L'anima crea un legame fra gerarchie celesti e gerarchie terrene, e le realtà dell'Io e di Dio.
Attraverso la mediazione dell'anima tra Dio e il mondo, nasce una comunità di anime, che sono quindi unite sia nell'intelligibile che nel sensibile. È perciò più di una comunità di pensieri e intenti come può essere una scuola filosofica, è un'unione anche sensibile che crea un Corpo solo. L'anima unisce ognuno a Dio, mentre Dio unisce tutte le anime con Lui nello Spirito.
Dio è Spirito che ha liberamente unito l'intelligibile al sensibile in Gesù, il quale ha un Corpo (sensibile) che è la divinità stessa. Mentre Dio è «Colui che ha capacità di essere gli altri restando Sé stesso», la singola anima ha invece il libero arbitrio di rifiutare l'unione con l'intelligibile e staccarsi da Dio: perciò lo Spirito non è un'essenza tipicamente dell'uomo, bensì una delle dimensioni cui può partecipare.
Il primo passaggio compiuto da Dionigi è quello della teologia affermativa o catafatica, che arriva progressivamente al culmine di quanto si può affermare di Dio, predicato come maggiore della semplice unione di tutti gli enti. Questa parte esamina nel dettaglio tutto ciò che si può affermare di Dio in quanto «capace di essere gli altri».
Il secondo passaggio riguarda quel che si può affermare di uno Spirito che invece «resta Sé stesso», distinto dagli enti creati. Ciò costringe a negare tutto quanto si è affermato, escludendo la sovra-essenza attribuita a Dio, ossia tutte le anime con cui è stato identificato.
Già Agostino d'Ippona aveva parlato di teologia catafatica e apofatica, come inevitabile suddivisione operata dalla teologia, attribuendole al fatto che Dio è indicibile e impredicabile, come l'Uno di Plotino. Boezio aveva aggiunto che queste due dimensioni della teologia derivano dalla natura spirituale di Dio.
Al momento positivo della teologia catafatica segue dunque quello negativo dell'apofatica, che è «silenzio e tenebra», in cui resta lo Spirito, ma la fusione delle anime, che pur continua a esistere, diviene impredicabile ("silenzio") e inintuibile ("tenebra").
La trattazione dei nomi divini si lega in un secondo momento alla teologia mistica.

## Paternità

### La prime attestazioni
Le opere dello Pseudo Dionigi apparvero improvvisamente nel VI secolo. Di seguito daremo una retrospettiva delle prime attestazioni delle opere del misterioso autore del Corpus.

#### 525-528: Severo di Antiochia

##### Contra additiones Iuliani(cap. 41)
Dopo aver "presentato" lo Pseudo Dionigi come il (vero) Dionigi, il futuro vescovo di Atene che insieme ad altri credette e seguì Paolo, Severo cita il passo II. 9 del De divinibus nominibus, nel quale si presenta l'indicibilità della formazione divina di Gesù in forma umana. 

##### Adversus apologiam Iuliani(cap. 25)
Di questa opera noi sappiamo il terminus ante quem. Infatti il colophon del manoscritto che contiene l'opera in questione, il Vat. Syr. 140,   ci informa che la traduzione siriaca dell'opera (perduta) in greco, fu fatta da un certo Paolo di Callinico nell'anno 528.
Anche qui,  stessa presentazione e stesso passo citato. Ma, è importante sottolinearlo che, sebbene il testo siriaco della "presentazione" di questa opera sia uguale a quello del Contra additiones, il testo della citazione del De divinibus nominibus presenta della differenze dalla versione di Sergio di Reshaina.

##### Epistula Severi ad Iohannem igumenum (Ep. 3)
In questa epistola, preservataci in greco in un florilegio del VII secolo, Severo cita un passo famoso della Epistola IV, nel quale il misterioso autore conia il termine θεανδρικός, teandrico, termine col quale si designano le operazioni umane-divine di Gesù. Severo cita questo passo in polemica dell'Aftartodocetismo di Giuliano di Alicarnasso. Infatti se questa posizione cristologica affermava l'incorruttibilità umana di Cristo fin dall'inizio (e pertanto Cristo non era del tutto umano né del tutto divino), Severo invece nel termine coniato dallo Pseudo Dionigi vi intravede quella che riflette la sua posizione: cioè la natura composta di Cristo.
L'autore del Corpus Areopagiticum fu identificato come il Dionigi l'Areopagita convertito da San Paolo (Atti, 17, 34). Circolavano varie leggende su Dionigi, divenuto una figura emblematica della diffusione del Vangelo nel mondo greco. Secondo alcune tradizioni antiche, Dionigi sarebbe diventato il primo vescovo di Cipro o di Milano, o sarebbe stato l'autore della Lettera agli Ebrei; secondo Eusebio di Cesarea Dionigi era considerato il primo vescovo di Atene. Non sorprende, quindi, che l'autore del Corpus abbia scelto di adottare il nome di una figura come Dionigi, che pure viene menzionato solo brevemente nelle Scritture.
La paternità del Corpus Dionysiacum fu inizialmente controversa: l'autorità di Dionigi fu invocata da Severo di Antiochia e dai suoi seguaci a conferma della loro cristologia monofisita. Al contrario, il vescovo Ipazio di Efeso, che incontrò i monofisiti e i severiani durante la conferenza del 532 voluta dall'imperatore Giustiniano I, contestò l'autenticità degli scritti basandosi sulla constatazione che nessuno dei Padri o dei Concili vi aveva mai fatto riferimento. Ipazio considerava il Corpus alla stregua dei testi apollinariani diffusi durante la controversia nestoriana e fatti passare come opere di Papa Giulio e Atanasio, utilizzati dai monofisiti a sostegno delle loro dottrine.
Il primo teologo ortodosso a difendere l'autenticità delle opere di Dionigi fu il vescovo Giovanni di Scitopoli che, nelle sue glosse (Σχόλια) al Corpus Dionysiacum, ne sostiene convintamente la genuinità e l'ortodossia, in aperta polemica sia con i monofisiti che con Ipazio. L'autenticità del Corpus venne nuovamente criticata nel corso del VI secolo e venne difesa da Teodoro di Raithu; dal VII secolo in poi l'autenticità dell'opera non fu più messa in discussione e venne sostenuta sia da Massimo il Confessore che dal Concilio Lateranense del 649. Da quel momento fino al Rinascimento la paternità fu pressoché universalmente accettata, nonostante i sospetti di Tommaso d'Aquino, Pietro Abelardo e Nicola Cusano; questi dubbi furono, tuttavia, generalmente ignorati.

### Epoca rinascimentale
L'umanista fiorentino Lorenzo Valla nelle Adnotationes in Novum Testamentum (1457), sostenne che l'autore del Corpus Areopagiticum non poteva essere il Dionigi convertito da San Paolo, sebbene non fosse in grado di identificare l'autore delle opere. William Grocyn seguì le orme di Valla e ne riprese le idee sulla paternità del Corpus, che furono condivise anche da Erasmo fin dal 1504. Le opinioni di Valla incontrarono però una forte opposizione da parte dei teologi cattolici. Nella disputa di Lipsia con Martin Lutero del 1519, Johannes Eck usò il Corpus, in particolare il De coelesti hierarchia, per difendere l'origine apostolica del primato papale, facendo ricorso all'analogia platonica, "come avviene in alto, così avvenga anche in basso".

### Epoca moderna
Nel corso del XIX secolo anche i cattolici modernisti cominciarono ad accettare l'idea che l'autore del Corpus fosse vissuto dopo l'epoca di Proclo. La leggenda di Dionigi Areopagita fu sfatata definitivamente nel 1895, quando Josef Stiglmayr e Hugo Koch dimostrarono, uno indipendentemente dall'altro, che le opere di Dionigi risalgono alla fine del V o all'inizio del VI secolo. Entrambi dimostrarono che Dionigi aveva utilizzato, nel suo trattato sul male nel IV capitolo del De divinis nominibus, il De malorum subsistentia di Proclo.
L'identità di Dionigi è ancora oggi molto discussa. Corrigan e Harrington ritengono che lo Pseudo-Dionigi sia molto probabilmente "un allievo di Proclo, forse di origine siriaca, che conosceva sia il platonismo e che la tradizione cristiana abbastanza bene da essere capace di trasformarli entrambi. Dal momento che Proclo morì nel 485 e che la prima chiara citazione di Dionigi viene fatta da Severo di Antiochia tra il 518 e il 528, possiamo collocare la redazione dell'opera tra il 485 e il 518-28." Ronald Hathaway fornisce un elenco delle principali personalità che sono state di volta in volta identificate con Dionigi: ad esempio, Ammonio Sacca, Dionisio di Alessandria, Pietro Fullo, Dionisio lo Scolastico, Severo di Antiochia, Sergio di Reshaina, nonché anonimi seguaci cristiani di Origene di Alessandria, Basilio di Cesarea, Eutiche o Proclo.
Nell'ultimo mezzo secolo il teologo Alexander Golitzin, il filosofo Shalva Nutsubidze e il professor Ernest Honigmann hanno proposto di identificare lo pseudo-Dionigi l'Areopagita con Pietro Iberico. Più recentemente Dionigi è stato identificato con Damascio, l'ultimo Scolarca della Scuola di Atene. Tuttavia non c'è alcun consenso accademico sull'identificazione dello Pseudo-Dionigi.
Secondo gli autori dell'articolo nella Stanford Encyclopedia of Philosophy "bisogna anche riconoscere che quella di 'falso' è una nozione moderna. Come Plotino e i Padri Cappadoci prima di lui, Dionigi non pretende di essere un innovatore, ma piuttosto un comunicatore della tradizione." Altri studiosi come Bart Ehrman dissentono da questa opinione. Tuttavia, mentre lo Pseudo Dionigi può essere considerato un comunicatore della tradizione, può anche essere considerato un polemista, che ha tentato di alterare la tradizione neoplatonica per adattarla al mondo cristiano, ponendo un'enfasi maggiore sulle complicate Gerarchie Divine che sulla nozione di relazione diretta con la figura di Cristo come Mediatore.

## Influenza sulla teologia occidentale
Il primo a fare riferimento a Dionigi in Occidente fu papa Gregorio I (590-604), che probabilmente portò con sé un codice del Corpus Areopagiticum al ritorno dalla sua missione come legato pontificio presso l'imperatore Maurizio a Costantinopoli intorno al 585. Gregorio fa riferimento a Dionigi nella trentaquattresima Omelia sui Vangeli.

Nel settimo e ottavo secolo, Dionigi non era molto conosciuto in Occidente, fatta eccezione per alcuni sporadici riferimenti. La vera influenza di Dionigi in Occidente iniziò nell'827, quando l'imperatore bizantino Michele II donò una copia greca delle sue opere al re carolingio Ludovico il Pio.
(Étienne Gilson)
Ludovico a sua volta consegnò il manoscritto al monastero di Saint-Denys, vicino a Parigi dove, verso l'838, le opere di Dionigi furono tradotte per la prima volta in latino da Ilduino, abate del monastero. Lo stesso Ilduino favorì la diffusione dell'opera di Dionigi diffondendo la leggenda (ampiamente accettata nei secoli successivi), che Dionigi di Parigi e il Dionigi l'Areopagita che compare in Atti 17,34 fossero la stessa persona, e che Dionigi l'Areopagita avesse viaggiato a Roma e fosse stato incaricato dal Papa di predicare in Gallia, dove era morto martire. La traduzione di Ilduino, tuttavia, è oscura e, in alcuni punti, quasi incomprensibile.
Circa vent'anni dopo, un altro imperatore carolingio, Carlo il Calvo, chiese all'irlandese Giovanni Scoto Eriugena di produrre una nuova traduzione. Eriugena terminò la traduzione nell'862. A questa si aggiunse, nell'875, la traduzione degli Scolii greci di Giovanni di Scitopoli e di Massimo il Confessore al Corpus, realizzata da Anastasio il Bibliotecario.
La traduzione di Eriugena, tuttavia, non ebbe ampia circolazione nei secoli successivi. Inoltre, sebbene le opere di Eriugena, come l'Omelia sul Prologo di San Giovanni, mostrino l'influenza delle idee dionisiane, queste opere non furono molto copiate o lette nei secoli successivi. Il monachesimo benedettino dall'ottavo all'undicesimo secolo, quindi, prestò in generale poca attenzione a Dionigi.
Nel XII secolo l'opera di Dionigi cominciò gradualmente a diffondersi e ad esercitare una maggiore influenza sul pensiero occidentale:
- tra i benedettini (specialmente quelli dell'Abbazia di Saint-Denis), cominciò a manifestarsi un maggiore interesse per Dionigi. Ad esempio, uno dei monaci di Saint Denis, Johannes Sarracenus, scrisse un commento al De coelesti hierarchia nel 1140, e nel 1165 realizzò una nuova traduzione dell'opera.[24] Inoltre, Sugerio di Saint-Denis dal 1122 al 1151, fece riferimento alle opere di Dionigi per spiegare come l'architettura della nuova chiesa abbaziale gotica aiutasse a elevare l'anima a Dio;[27]
- tra i canonici regolari, Ugo di San Vittore pubblicò tra il 1125 e il 1137 due commentari al De coelesti hierarchia, che in seguito rivide e fuse in un'unica opera. Riccardo di San Vittore conosceva l'opera di Dionigi attraverso Ugo. Attraverso Ugo molti altri teologi entrarono in contatto con il al pensiero dionisiaco, inclusi Tommaso Gallo e Gilberto Porretano;[24]
- nella tradizione cistercense, sembra che i primi scrittori come Bernardo di Chiaravalle, Guglielmo di Saint-Thierry e Aelredo di Rievaulx non siano stati influenzati dal pensiero dionisiano. Tra i cistercensi di seconda generazione, tuttavia, Isacco della Stella mostra chiaramente l'influenza delle idee dionisiane;[24]
- è nell'ambito della Scolastica, tuttavia, che nel XII secolo l'influenza del pensiero di Dionigi divenne veramente significativa. Ci sono pochi riferimenti a Dionigi nella teologia scolastica del X e XI secolo; all'inizio del XII secolo, tuttavia, i maestri della scuola della cattedrale di Laon, in particolare Anselmo di Laon, inserirono estratti del Commentario di Eriugena al Prologo di San Giovanni nelle Sentenze e nella Glossa Ordinaria. In questo modo, i concetti dionisiani si fecero strada nelle opere di Pietro Lombardo e altri teologi.[24]

Nel corso del XIII secolo, il francescano Roberto Grossatesta diede un contributo importante alla diffusione del pensiero di Dionigi realizzando, tra il 1240 e il 1243, una nuova traduzione con commento del Corpus Dionysianum.  Poco dopo, il domenicano Alberto Magno realizzò un nuovo commentario all'intero Corpus. Il Corpus parigino del XIII secolo fornì un importante punto di riferimento combinando la "Vecchia traduzione" di Eriugena con la "Nuova traduzione" di Johannes Sarracenus, insieme alle glosse e agli scolii di Massimo il Confessore, Giovanni di Scitopoli e altri autori, nonché l'Extractio di Tommaso Gallo e vari commentari al De coelesti hierarchia tra i quali quelli di Giovanni Scoto, Johannes Sarracenus e Ugo di San Vittore . Divenne presto molto comune fare riferimento a Dionigi. Tommaso d'Aquino scrisse un commentario al De divinis nominibus e citò Dionigi oltre 1700 volte. Bonaventura lo chiamava il "principe dei mistici".
Successivamente, Dionigi fu particolarmente influente nell'ambito del misticismo. Nel XIV e nel XV secolo, i temi fondamentali della teologia di Dionigi furono estremamente influenti su pensatori come Margherita Porete, Meister Eckhart, Johannes Tauler, Jan van Ruusbroec, l'autore de La nube della non-conoscenza (che realizzò una traduzione ampliata in lingua inglese della Teologia mistica di Dionigi), Jean Gerson, Nicola di Cusa, Dionigi di Rijkel, Giuliana di Norwich e Hendrik Herp. La sua influenza può essere rintracciata anche nel pensiero dei carmelitani spagnoli del XVI secolo come Teresa d'Avila e Giovanni della Croce.

## Edizioni critiche e studi

### Edizioni critiche del testo greco
Si forniscono qui di seguito le edizioni critiche (con l'eccezione del Migne, che ormai è più che superata) di ciascuna opera del corpus.

### De coelesti hierarchia
- Denys l'Aréopagite, La hiérarchie céleste , étude et texte critique par G. Heil, introduction par R. Roques, traduction et notes par M. de Gandillac, Paris, Les Éditions du Cerf, 1956 (Sources Chrétiennes 58 bis).
- Pseudo-Dionysius Areopagita, De coelesti hierarchia, in Corpus Dionysiacum II, Hrsg. von G. Heil, Berlin - New York, Walter De Gruyter, 1991, pp. 3-59 (Patristische Texte und Studien, 36).

### De ecclesiastica hierarchia
- Pseudo-Dionysius Areopagita, De ecclesiastica hierarchia, in Corpus Dionysiacum II,  Hrsg. von G. Heil, Berlin - New York, Walter De Gruyter, 1991, pp. 61-132 (Patristische Texte und Studien, 36).

### De divinibus nominibus
- Pseudo-Dionusius Areopagita, De divinibus nominibus, in Corpus Dionysiacum I, Hrsg. von B. R. Suchla, Berlin - New York, Walter De Gruyter, 1990 (Patristische Texte und Studien, 33).

- Dionigi Areopagita, I nomi divini. De divinibus nominibus, introduzione e testo critico: M. Morani; traduzione e note: G. Regoliosi; commento: G. Barzaghi, Bologna, Edizioni San Clemente - Edizioni Studio Domenicano, 2010.
- Denys l'Aréopagite (Ps-), Les Noms divins:
  - Tome I: Les Noms divins (I-IV), édité par Y. De Andia, Paris, Les Éditions du Cerf (Sources Chrétiennes 578).
  - Tome II: Les Noms divins (V-XIII), La Théologie mystique, édité par Y. De Andia, Paris, Les Éditions du Cerf (Sources Chrétiennes 579).
- Dionysii Areopagitae, De divinis nominibus, praefationem, textum, apparatus, Anglicam versionem instruixit S. Lilla; edenda curavit C. Moreschini, Alessandria, Edizioni dell'Orso, 2018 (Hellenica, 71).

### De mystica theologia
- Pseudo-Dionusius Areopagita, De mystica theologia, in Corpus Dionysiacum II, Hrsg. von A. M. Ritter, Berlin - New York, Walter De Gruyter, 1991, pp. 139-150. (Patristische Texte und Studien, 36).
- Denys l'Aréopagite (Ps-), La Théologie mystique in Id.,  Les Noms divins [Tome II] (V-XIII), La Théologie mystique, édité par Y. De Andia, Paris, Les Éditions du Cerf (Sources Chrétiennes 579).

### Epistolae
- Pseudo-Dionusius Areopagita, Epistolae, in Corpus Dionysiacum II, Hrsg. von A. M. Ritter, Berlin - New York, Walter De Gruyter, 1991, pp. 151-210 (Patristische Texte und Studien, 36).

### Opere non dello Pseudo Dionigi ma che sono comunque presenti nella tradizione manoscritta

#### Prologus
- Ioannis Scythopolitanus, Prologus in opera S. Dionysii, ed. B. Cordier in PG 4, 16A-22C.
- Corpus Dionysiacum IV/1. Ioannis Scythopolitani prologus et scholia in Dionysii Areopagitae librum 'De divinis nominibus' cum additamentis interpretum aliorum , Hrsg. von B. R. Suchla, Berlin - Boston, Walter De Gruyter, 2011, pp. 97-109 (Patristische Texte und Studien, 62).

#### Scholia
- Ioannis Scythopolitanus, Scholia in opera S. Dionysii, ed. B. Cordier in PG 4, 29A-576B.
- Two Anonymous Sets of Scholia on Dionysius the Areopagite’s «Heavenly Hierarchy» [Textus], a cura di La Porta S., Leuven, Peeters, 2008 (Corpus Scriptorum Christianorum Orientalium 623; Scriptores Armeniaci,  29).
- Two Anonymous Sets of Scholia on Dionysius the Areopagite’s «Heavenly Hierarchy» [Versio], a cura di La Porta S., Leuven, Peeters, 2008 (Corpus Scriptorum Christianorum Orientalium 624; Scriptores Armeniaci,  30).
- Scholia in De divinis nominibus , in Corpus Dionysiacum IV/1. Ioannis Scythopolitani prologus et scholia in Dionysii Areopagitae librum ' De divinis nominibus' cum additamentis interpretum aliorum , Hrsg. von B. R. Suchla, Berlin - Boston, Walter De Gruyter, 2011, pp. 114-457 (Patristische Texte und Studien, 62).

### Edizioni critiche della traduzione siriaca di Sergio di Reshaina
- Strothmann, Werner (1978), Das Sakrament der Myron-Weihe in der Schrift De ecclesiastica hierarchia des Pseudo-Dionysios Areopagita in syrischen Übersetzungen und Kommentaren, Wiesbaden, Harrassowitz:
  - Teil I: Syrischer Text mit Wortverzeichnissen.
  - Teil II: Einführung, Übersetzung.

- Dionigi Areopagita,  Nomi divini, teologia mistica, epistole. La versione siriaca di Sergio di Res’ayna (VI secolo) [Textus], edita di E. B.  Fiori, Leuven, Peeters, 2014 (Corpus Scriptorum Christianorum Orientalium 656; Scriptores Syri, 252).
- Dionigi Areopagita,  Nomi divini, teologia mistica, epistole. La versione siriaca di Sergio di Res’ayna (VI secolo) [Versio], edita E. B.  Fiori, Leuven, Peeters, 2014 (Corpus Scriptorum Christianorum Orientalium 657; Scriptores Syri, 253).

### Edizione critica della traduzione latina di Giovanni Scoto Eriugena della «De coelesti hierarchia»
- Iohannis Scoti Eriugenae Expositiones in Ierarchiam Coelestem, edidit J. Barbet, Turnhout, Brepols, 1975.

### Edizione critica della traduzione armena
- The Armenian Version of the Works Attributed to Dionysius the Areopagite [Textus], edited by. R. W. Thompson, Leuven, Peeters, 1987 (Corpus Scriptorum Christianorum Orientalium 488; Scriptores Armeniaci, 17).
- The Armenian Version of the Works Attributed to Dionysius the Areopagite [Versio], edited by. R. W. Thompson, Leuven, Peeters, 1987 (Corpus Scriptorum Christianorum Orientalium 489; Scriptores Armeniaci, 18).

### Edizione critica della traduzione georgiana di Efrem Mtsire
- Pseudo-Dionysius Areopagita, Opera. Versio Iberica ab Ephrem Mcire confecta, a cura di S. I. Enukaschvili, Stalinis saxelobisTbilisis universitetis gamomcemloba, Tbilisi, 1961.

### Studi
- Coakley, Sarah and Charles M Stang, (eds.), Re-Thinking Dionysius the Areopagite, (Oxford: Wiley-Blackwell, 2008)
- Frend, W. H. C., The Rise of the Monophysite Movement (New York: Cambridge University Press, 1972).
- Golitzin, Alexander. Et Introibo Ad Altare Dei: The Mystagogy of Dionysius Areopagita, with Special Reference to Its Predecessors in the Eastern Christian Tradition, (Thessalonika: Patriarchikon Idruma Paterikôn Meletôn, 1994)
- Griffith, R., "Neo-Platonism and Christianity: Pseudo-Dionysius and Damascius", in E. A. Livingstone, ed, Studia patristica XXIX. Papers presented at the Twelfth International Conference on Patristic Studies held in Oxford 1995, (Leuven: Peeters, 1997), 238-243.
- Hathaway, Ronald F. Hierarchy and the definition of order in the letters of Pseudo-Dionysius: A study in the form and meaning of the Pseudo-Dionysian writings, (The Hague, Martinus Nijhoff, 1969).
- Ivanovic, Filip, Symbol and Icon: Dionysius the Areopagite and the Iconoclastic Crisis (Eugene: Pickwick, 2010). ISBN 978-1-60899-335-2
- LeClercq, Jean, 'Influence and noninfluence of Dionysius in the Western Middle Ages', in Pseudo-Dionysius: The Complete Works, trad. Colm Luibheid, (New York: Paulist Press, 1987), pp. 25–33
- Louth, Andrew, Dionysius the Areopagite, (Londra, Geoffrey Chapman, 1989) Ristampato da Continuum Press (London & New York) 2001 con il titolo Denys the Areopagite.
- Perl, Eric D. Theophany: The Neoplatonic Philosophy of Dionysius the Areopagite, (Albany: SUNY Press, 2007). ISBN 978-0-7914-7111-1.
- Rorem, Paul. Pseudo-Dionysius: A commentary on the texts and an introduction to their influence (New York: Oxford University Press, 1993).
- Rorem, Paul and John C Lamoreaux, John of Scythopolis and the Dionysian Corpus: Annotating the Areopagite, (Oxford: Clarendon Press, 1998)
- Stock, Wiebke-Marie, Theurgisches Denken. Zur "Kirchlichen Hierarchie" des Dionysius Areopagita (Berlino: Walter de Gruyter, 2008) (Transformationen der Antike, 4).